# Palaeopsylla alpestris
Palaeopsylla alpestris är en loppart som beskrevs av Anatol I. Argyropulo 1946. Palaeopsylla alpestris ingår i släktet Palaeopsylla och familjen mullvadsloppor. Inga underarter finns listade i Catalogue of Life.